# Семёновский лейб-гвардии полк
Лейб-гвардии Семёновский полк — пехотный полк Российской Императорской гвардии.
В 1800 году император Павел I наименовал его Лейб-Гвардии Его Императорского Высочества Александра Павловича полком, но уже 14 марта 1801 года император Александр I возвратил полку прежнее наименование.

## Боевые отличия
- Георгиевское полковое знамя с надписью «За оказанные подвиги в сражении 17-го августа 1813 года при Кульме» (за сражение при Кульме в 1813 г.)
- Нагрудные знаки у обер-офицеров за стойкость в сражении под Нарвой с надписями «1700 г.» и «No.19»[1]
- Знаки на шапках с надписью: «За Правец 10 и 11 ноября 1877 г.»

## История

### Армия Петра I

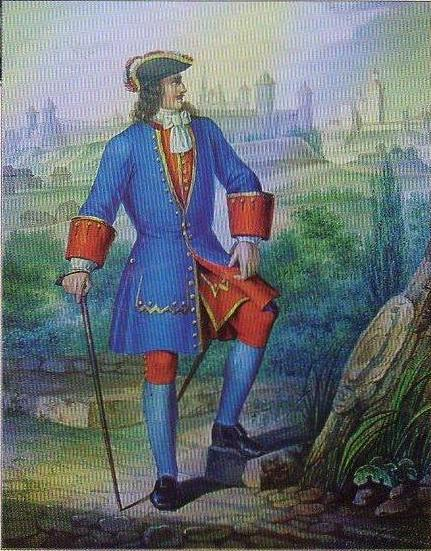
Офицер Лейб-гвардии Семёновского полка, 1700—1720 года

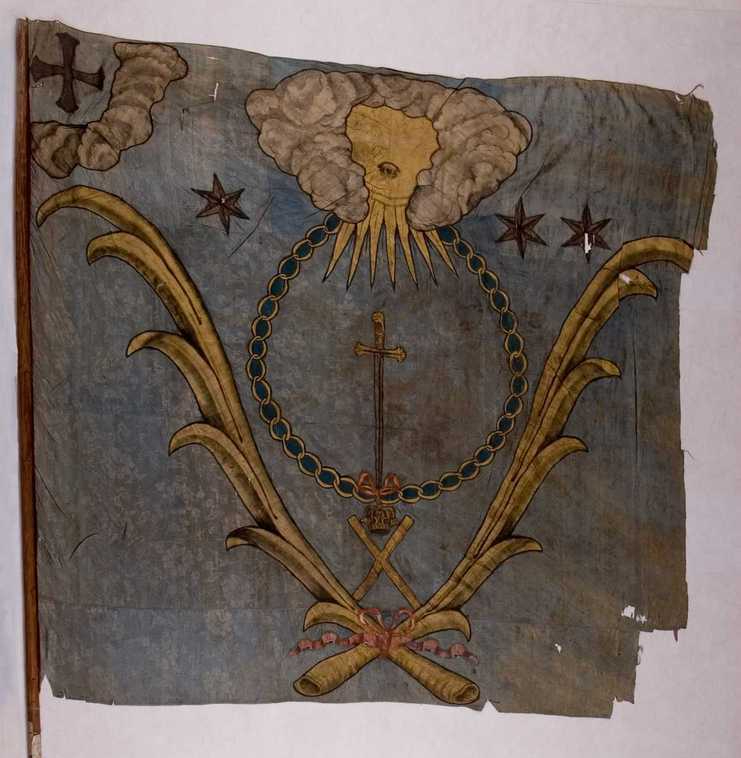
Ротное знамя Семёновского полка в 1700 году

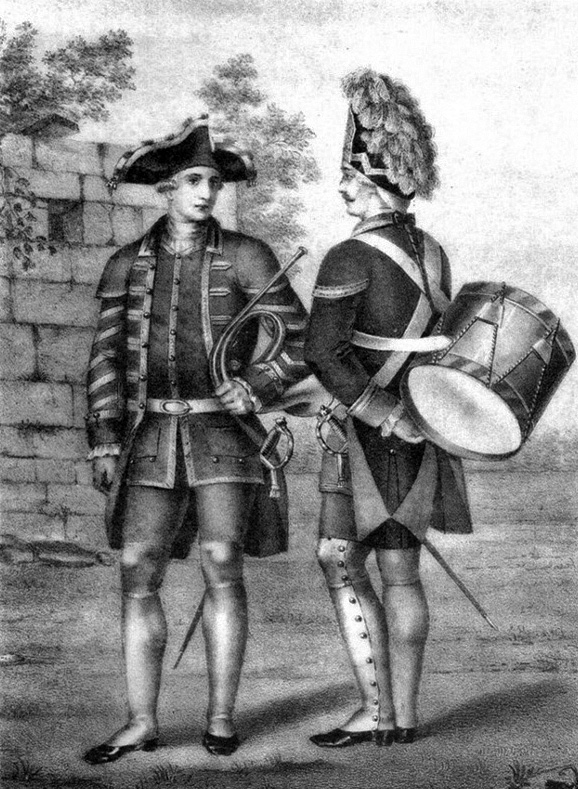
Музыкант Семёновского и гренадерский барабанщик Измайловского полков 1742—1762 годов.

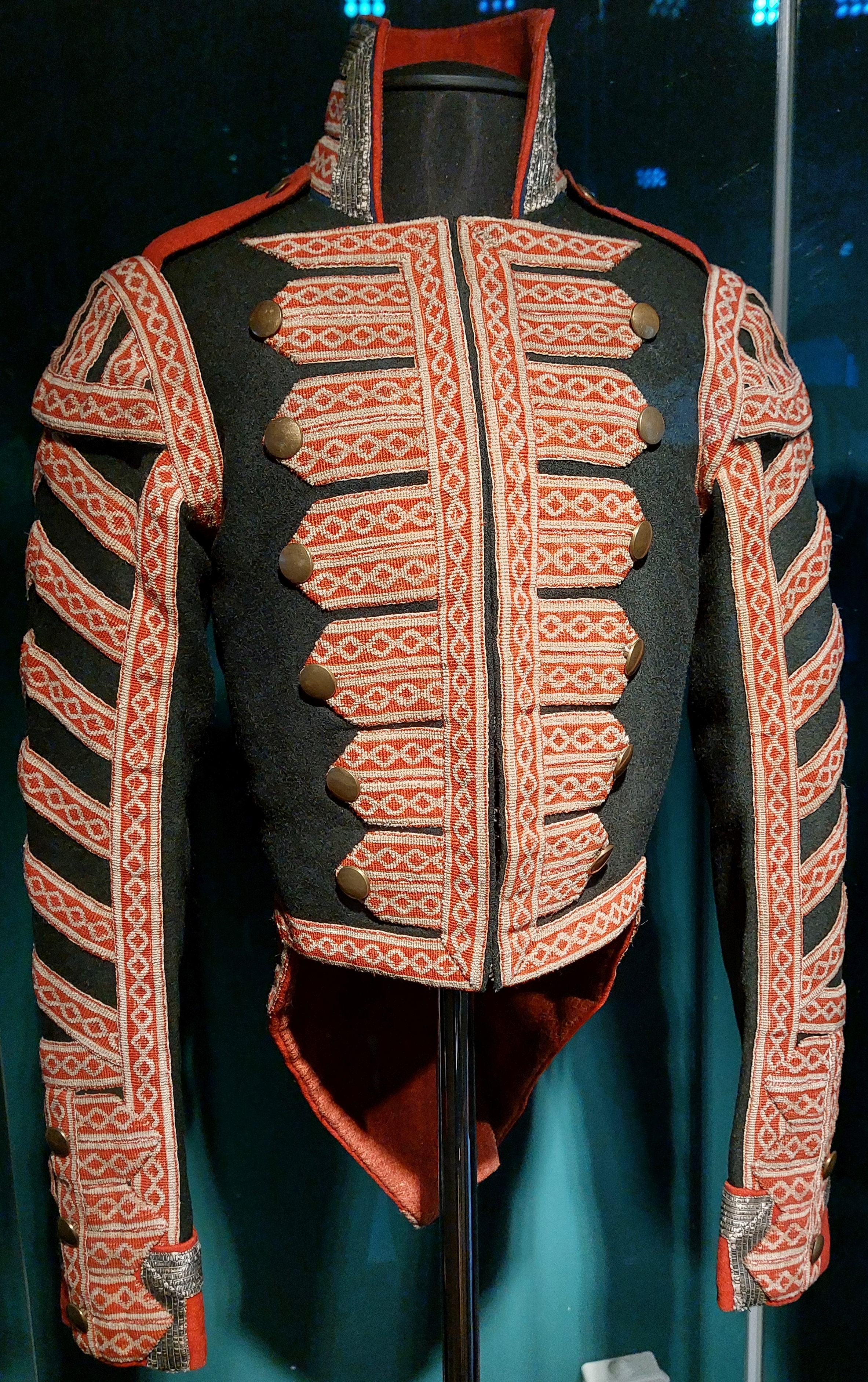
Мундир батальонного барабанщика или музыканта леб-гвардии Семёновского полка. 1809—1811 годы

Сформирован полк государем Петром I 25 мая 1683 года в подмосковном селе Семёновском из потешных войск под наименованием потешных семёновцев. С 1695 года они начали именоваться Семёновским полком, в том же году — Лейб-гвардии Семёновским.
Участвовал в Кожуховских манёврах (1694), Азовских походах (1695—1696), затем в баталиях Северной войны.
К началу Северной войны имел в своём составе 3 батальона (обычные пехотные полки имели 2 батальона, Преображенский — четыре).
19 ноября 1700 года в неудачной для русских битве под Нарвой русская гвардия (Семёновский и Преображенский полки) стойко оборонялись от шведов и сумели избежать разгрома. Шведский король Карл XII за воинскую доблесть согласился сохранить им оружие: русские гвардейские полки перешли переправу через реку Нарва (Нарова) с развернутыми знамёнами, с барабанным боем и при оружии. За мужество, проявленное в этой битве, все солдаты полка в 1700—1740 годах носили красные чулки (в память о том, что «в сей битве стояли они по колено в крови»). В этой битве полк потерял 17 офицеров (включая командира подполковника П. В. Кунингама) и 454 нижних чинов. Майор Я. И. Лобанов-Ростовский за бегство с поля боя предстал перед трибуналом и был приговорён к смерти.
В 1702 году отряд из состава полка участвовал в 13-часовом штурме крепости Нотебург, за что все участники были награждены серебряными медалями; возглавлявший отряд подполковник М. М. Голицын получил чин полковника гвардии.
В 1707 году, как и Преображенский полк, для быстрых перемещений на линии фронта личный состав полка был посажен на лошадей. 28 сентября 1708 года полк в составе корволанта русских войск участвовал в битве при Лесной и понёс большие потери (3 офицера и 259 нижних чинов).
27 июня 1709 года полк принимал участие в Полтавской битве; в команде находились подполковники Б. И. Куракин и Ефим Вестов, майоры П. М. Голицын, М. Я. Волков и И. И. Дмитриев-Мамонов; потери убитыми и ранеными составили 102 человека.
В 1710 году полк участвовал в осаде и взятии Выборга.

### Участие офицеров полка в заговоре, который привёл к убийству императора Павла I
Командир Л. И. Депрерадович и офицеры Семёновского полка находились в числе лиц, принимавших участие в заговоре 11 марта 1801 г., последствием которого стало свержение и убийство российского императора Павла I.

### Наполеоновские войны
Большие потери понёс полк в сражении под Фридландом (1807), где погиб полковник Александр Ржевский, ещё 3 офицера и 294 нижних чина.
В ходе Отечественной войны 1812 года все три батальона полка вошли в состав 1-й бригады Гвардейской пехотной дивизии 5-го пехотного корпуса. При выступлении в поход из Санкт-Петербурга в строю находились 51 офицер и 2147 нижних чинов. Во время Бородинского сражения полк стоял в резерве, после захвата неприятелем Батареи Раевского участвовал в отражении атак французской тяжёлой кавалерии на центр русской позиции (потери составили 4 офицера и 24 нижних чина).
В кампанию 1813 года участвовал в сражениях при Лютцене, Баутцене, Кульме и Лейпциге, в кампанию 1814 года дошёл до Парижа. Особенные потери полк понёс под Кульмом, где погибли до 900 человек из состава полка, в том числе полковник Андрей Ефимович.
В кампаниях 1813 и 1814 годов в боевых действиях полка принимал участие уникальный офицер — Георгиевский кавалер (№ 2438 (1071); 21 сентября 1812) полковник (впоследствии генерал) Сергей Васильевич Непейцын (1771—1848), потерявший ногу ещё под Очаковым и воевавший на «искусственной» ноге конструкции знаменитого механика Кулибина

### Семёновская история

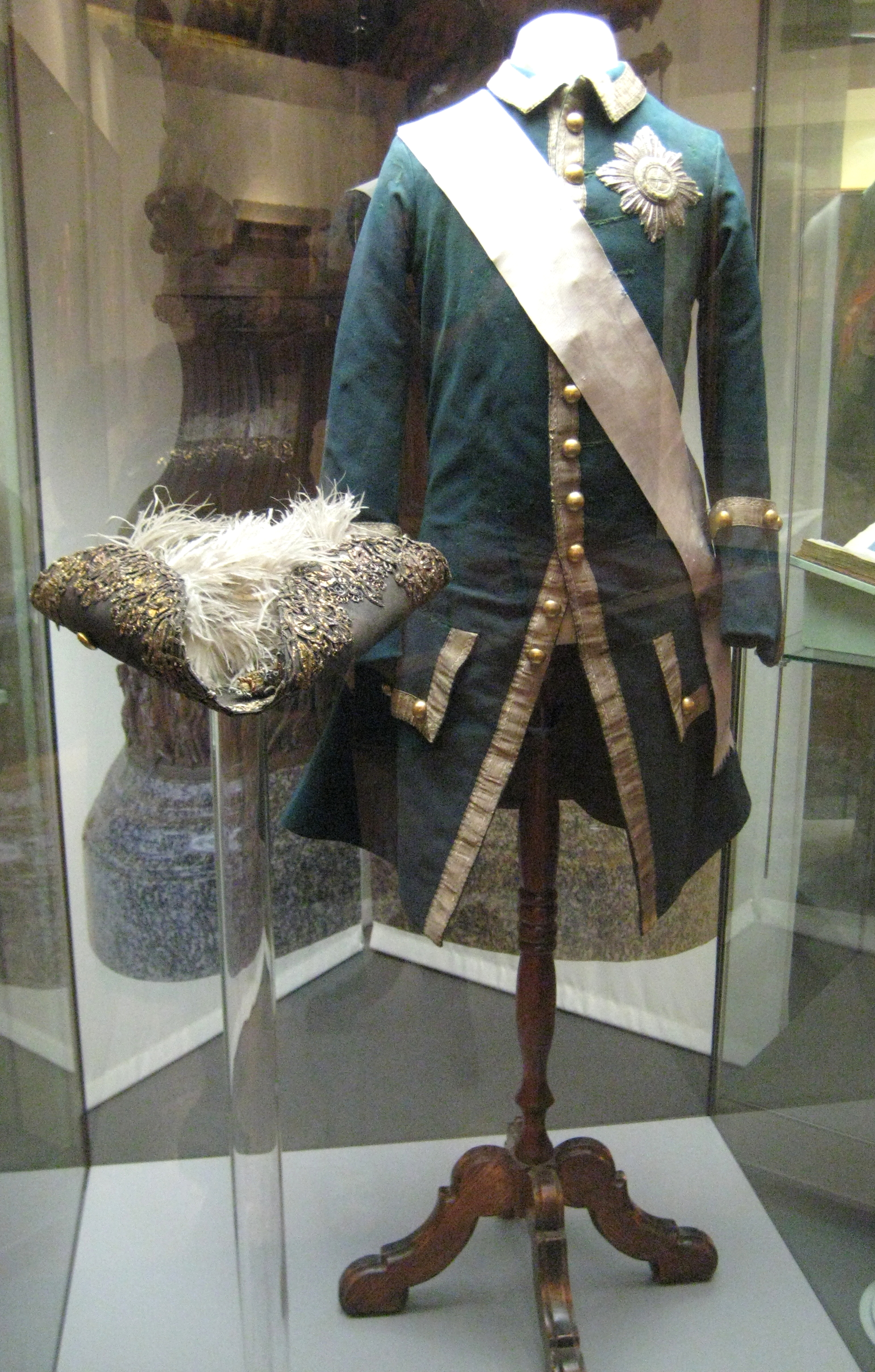
Мундир обер-офицера Лейб-гвардии Семёновского полка. Россия, 1756-62. Сукно, золотой галун, шелк. Принадлежал поручику А. Ф. Талызину. В нём Екатерина II возглавила поход гвардии на Петергоф в день переворота 28 июня 1762 года.

16 октября 1820 года 1-я рота Семёновского полка, привязанная к прежнему командиру Я. А. Потёмкину, подала просьбу отменить введённые при Аракчееве жёсткие порядки и сменить полкового командира Шварца. Роту обманом завели в манеж, арестовали и отправили в казематы Петропавловской крепости. За неё вступился весь полк. Полк был окружён военным гарнизоном столицы, а затем в полном составе отправлен в Петропавловскую крепость. Первый батальон был предан военному суду, приговорившему зачинщиков к прогнанию сквозь строй, а остальных солдат к ссылке в дальние гарнизоны. Другие батальоны были раскассированы по различным армейским полкам.
Новый Семёновский полк был сформирован 12.12.1820 года из офицеров и нижних чинов 1, 2 и 3 гренадерских дивизий и получил права молодой гвардии; лишь в 1823 г. он был восстановлен в своих прежних правах.

### Революция 1905 года
9 (22) января 1905 г., в «кровавое воскресенье», у Полицейского моста 3-й батальон Семёновского полка под командованием Н. К. Римана принял участие в расстреле толпы на набережной реки Мойки.
В 1905 году полк был переброшен в Москву для подавления Декабрьского восстания в Москве. К 16-му числу, когда семёновцы и другие прибывшие подразделения вступили в дело, в руках восставших остались один из районов города — Пресня, а также линия Московско-Казанской железной дороги до Голутвина. Для подавления беспорядков вне Москвы командир Семёновского полка полковник Г. А. Мин выделил из своего полка шесть рот под командой 17 офицеров и под начальством полковника Н. К. Римана. Военнослужащие полка производили незаконные обыски и расправы над жителями рабочих посёлков, служащими станций на линии Московско-Казанской железной дороги. Убито отрядом Римана было 55 человек, в том числе на глазах у детей. Много людей было ранено. Некоторых стариков, помощников начальника станции Перово Сергея Орловского и Алексея Ларионова, встречавших военнослужащих с доверием, а также иных встреченных по пути солдаты закололи штыками, офицеры раскраивали черепа саблями, трупы возвращались родным обезображенными до неузнаваемости (например, глазные впадины пробивались штыками до мозгов, лица представляли кровавую маску, вспарывались животы)
За подавление Декабрьского восстания в Москве командир Лейб-гвардии Семёновского полка Георгий Александрович Мин заслужил особую похвалу императора Николая II, был произведён в генерал-майоры и зачислен в Свиту. 13 августа 1906 года  (по старому стилю), в Петергофе, на пути к посадке в вагон, чтобы ехать в Петербург, сопровождаемый только своей женой Екатериной Сергеевной, командир Л.Гв. Семеновского полка Свиты Его Величества генерал-майор Георгий Александрович Мин был убит четырьмя выстрелами (все смертельные) в спину, революционеркой Зинаидой Коноплянниковой. Пятый выстрел в генерала не попал, как не попали и те выстрелы, которые убийца направила в жену генерала, пытавшуюся остановить стрелявшую.

### Переход на сторонубелыхво времявесеннего наступления на Петроград

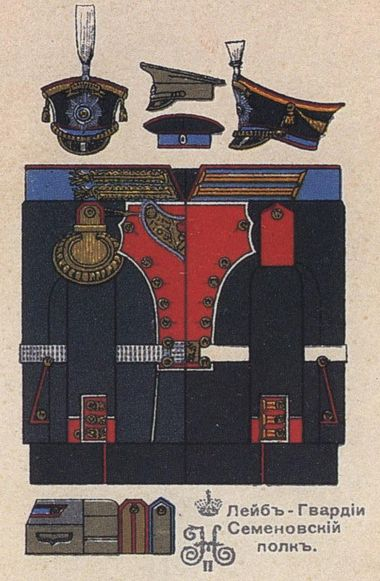
Парадная форма полка, 1910.

Полк — активный участник Первой мировой войны. В частности, сражался в ходе Варшавско-Ивангородской операции 1914 г., Ченстохово-Краковской операции 1914 г. и Люблин-Холмского сражения в июле 1915 г. Сражался в Виленской операции в августе-сентябре 1915 г.
После февральской революции запасной батальон в Петрограде был переименован в Гв. Семеновский резервный полк, а затем в 1918 был переименован "Полк по охране гор. Петрограда". Командиром полка вначале был выбран бывший унтер-офицер действующего полка, а фактическое руководство осуществлялось капитаном Зайцовым. Задачей полка была охрана важнейших государственных учреждений. В то же время офицерам полка удалось установить связь с ген. Юденичем. Генерал Юденич возлагал на полк обязанность по возможности оставаться в Петрограде, чтобы при подходе белых армий не дать большевикам возможности эвакуировать государственный банк, казначейство, сберегательную кассу, экспедицию заготовления государственных бумаг и другие важные для государства учреждения; не дать взорвать мосты через Неву и в последнюю минуту захватить власть в городе в свои руки. Весной, в конце марта 1919 года, началось выступление из пределов Эстонии Отдельного корпуса Северной армии генерала Родзянко. В Петрограде поднялась паника и большевиками был объявлен лозунг: "все на фронт". В середине мая в полку был получен спешный приказ о немедленном выступлении. К вечеру полк погрузился в два эшелона и выступил в г. Гатчина, куда прибыл на другой день рано утром.  Штабом "Нарвской группы", руководившим операциям, полк был направлен на тыловую линию обороны, на Гатчинскую укрепленную позицию, участок которой от шоссе Гатчина-Луга до д. Салози и занял. Вследствие столь быстро изменившейся обстановки, инструкции данные для действий полка из Финляндии отпадали и приходилось сами выбирать и проводить новую линию поведения. Капитан Зайцов был уверен, что громадное большинство полка настроено против большевиков и готово поднять восстание. После того, как полк простоял во второй линии 2-3 дня, к капитану Зайцову, занимавшему должность помощника командира полка, начали "по секрету" являться отдельные люди и депутаты от частей полка, с заявлениями о нежелании сражаться против белых и просьбами взять в свои руки дело и организовать "комитет спасения". Наконец, 27 мая полку было приказано выступить в д. Выры и сел. Рождествено, в первую линию, на крайний левый фланг "Нарвской группы", имея целью дальнейшее участие в общем наступлении, намечавшемся на 29 мая. 28-го к вечеру штаб полка перешёл в дер. Выра; там же стал 1-й батальон и команды; 3-й батальон расположился в с. Рождествено; 2-й батальон должен был перейти в д. Бол. Заречье. На марше командир 2-го батальона подпоручик Тереньтев вошёл в связь с белыми, Талабский полком, батальон с радостью перешёл на их сторону (коммунисты были тут же арестованы), командир батальона передал информацию капитану Зайцову по телефону, в ночь с 28 на 29 мая. Командир 1-го батальона доложил, что батальон готов к переходу. С командиром 3-го батальона капитаном Эрдманом, капитан Зайцов сносился меньше всего, так как был в нём совершенно уверен и зная его ещё с германской войны, надеялся на его решительность и спокойствие. Утром, под влиянием смутных слухов бригадный комиссар и командир полка заволновались. Бригадный комиссар приказал капитану Зайцову сообразить и доложить план действий. Впереди показались части с национальным флагом. Под видом выбора более надежного места для обороны, и с целью разбить главный возможный очаг сопротивления, капитан Зайцов предложил командиру полка пройти в первый батальон, но командир полка, совершенно потеряв голову, убежал во двор занимаемый штабом, а через несколько минут в деревню влетели полным карьером конные разведчики Талабского полка и руководимые офицерами и солдатами полка, бросились в штаб, откуда бригадный комиссар и командир полка открыли по ним стрельбу. Через 3-4 минуты беспорядочной перестрелки, все было кончено, - командир полка был ранен и добит прикладами, а раненый бригадный комиссар застрелился. В деревню прибыл командир Талабского полка ротмистр Пермикин. После кратких переговоров его с капитаном Зайцовым и после кратной речи последнего к солдатам, оружие было вновь роздано и капитан Зайцов вступил в командование полком. Одновременно капитан Эрдман, командир 3-го батальона, стоявшего отдельно, получив сведение о переходе 2-го батальон и о том, что в штабе происходит "что-то неладное", приказал убрать во избежание случайностей с позиции пулемёты. Батальонный комиссар что-то заподозрил, пытался протестовать и даже схватился за револьвер, но был тут же арестован и обезоружен. Построив свой батальон, капитан Эрдман привел его к штабу полка и явился капитану Зайцову. Ничего не подозревавший взвод артиллерии, приданный накануне полку, на предложение капитана Зайцова вступить в ряды белых, ответил полным согласием. Все коммунисты были арестованы, а наиболее опасные из них тут же расстреляны. Всего на сторону белых перешло более 2000 человек, с обозом, хором музыки, легковым автомобилем и два легких орудия с зарядными ящиками в запряжке. Непосредственно после перехода полк, совместно с Талабским полком, под общим начальством ротмистра Пермикина, принял участие в операции в тылу красных.
Вскоре после перехода полк был посещён командиром Северного корпуса генерал-лейтенантом А. П. Родзянко, который был приятно поражён их бодрым видом и оставил подразделению наименование Семёновского полка.

### Семёновское дело
По утверждению историка Ярослава Тинченко, «для советской власти Семёновский полк был самым ненавистным из всей российской императорской армии». В дополнение к вышеописанному переходу на сторону белых в 1905 году семёновцы участвовали в подавлении декабрьского вооружённого восстания в Москве.
Также Семёновский полк принимал участие в усмирительной экспедиции по станциям Казанской железной дороги в 1905 году, в ходе которой без суда и следствия было убито более сотни людей подозреваемых в том что они боевики-революционеры. Изначально было приказано «…арестованных не иметь…».
Среди арестованных ОГПУ оказались трое участников подавления московского восстания 1905 года и шестеро офицеров и унтер-офицеров, в 1919 году перешедших на сторону белых. В 1920-х годах все они вернулись домой из эмиграции, но продолжали поддерживать переписку с инициатором перехода полка, проживавшим в Финляндии, капитаном Зайцевым.
При разборе алтаря церкви Лейб-гвардии Семёновского полка уполномоченные ОГПУ обнаружили полковое знамя, которое семёновцы хранили все эти годы.
По утверждению Алексея Поливанова, потомка одного из офицеров полка, из 21 арестованного семёновца 11 были расстреляны: генералы Я. Я. Сиверс, Н. А. Кавтарадзе, Д. А. Шелехов, полковники А. М. Поливанов, Д. В. Комаров, П. Н. Брок, Л. В. Дренякин, чиновник В. В. Христофоров, капитан Е. И. Кудрявцев, капитан Шрамченко В. В. и унтер-офицер К. П. Смирнов. Ещё четверо получили по 10 лет исправительно-трудовых лагерей: капитан Г. И. Гильшер, прапорщик П. П. Куликов, военный чиновник А. Е. Родионов и унтер-офицер Я. С. Полосин. Пятеро семёновцев отделались 5 годами ИТЛ: капитаны Н. В. Лобашевский и Г. К. Столица, подпоручик Б. К. Розе, унтер-офицеры Ф. А. Максимов и А. Ф. Тимофеев.

### XXI век
12 декабря 2012 года в своём Послании Федеральному Собранию президент России В. В. Путин заявил о необходимости возрождения Преображенского и Семёновского полков.
16 апреля 2013 года президентским указом 1-й отдельный стрелковый полк получил наименование Семёновский.
23 августа 2024 года дело о наследовании имущества Лейб-гвардии Семёновского полка.

## Внешний вид
В полк набирались голубоглазые блондины (со времен правления императора Николая I – высокие шатены без бород).

## Слобода Семёновского полка и Семёновский плац в Петербурге
Слобода, называвшаяся Семенцы, занимала пространство, между нынешними Звенигородской улицей, Обводным каналом, Загородным и Обуховским (ныне Московским) проспектом в Санкт-Петербурге. От будущего Загородного проспекта прорубили просеки, ставшие позже проездами, а затем улицами. Вдоль них появились деревянные казармы и дома для офицеров. Около ста лет проезды именовались линиями с номерами по номерам рот (с 1 по 5 и 7, так как проезд в расположении 6-й роты, нынешняя Бронницкая улица, называлась по полковому госпиталю — Госпитальной улицей).
В 1798—1800 годах по Загородному проспекту и прилегающим улицам были построены каменные казармы (архитекторы Ф. И. Волков, Ф. И. Демерцов). Казармы неоднократно перестраивались на протяжении XIX — начала XX веков, но некоторые корпуса, хотя и в изменённом виде, существуют и в наши дни (например, офицерский дом, расположенный по адресу Загородный пр., 54). По общему плану, разработанному Ф. И. Волковым и Ф. И. Демерцовым, все военные здания образовывали компактное каре вокруг плац-парада.
Плац Семёновского полка занимал обширное пространство между современными Загородным проспектом, Звенигородской и Бронницкой улицами и Обводным каналом. В отечественной истории Семёновский плац известен не только как место для учений Семёновского и квартировавших по соседству Лейб-гвардии Егерского и Московского полков, но и как место казни петрашевцев 22 декабря 1849. 3 (15) апреля 1881 года на плацу повесили народовольцев — участников покушения на императора Александра II.
В 1880-е годы плац Семёновского полка перешёл к Обществу рысистого коннозаводства и до 1940 года там размещался ипподром. С 1884 года здесь проводились соревнования велосипедистов, а в 1893 году прошёл первый в Петербурге футбольный матч.
Во время Великой Отечественной войны на территории бывшего Семёновского плаца располагалась зенитная артиллерия. После войны в 1962 году на площади было открыто здание Театра Юного Зрителя. С сентября 1962 года пространство между улицей Марата и Загородным проспектом называется Пионерская площадь.
Между домами 45 и 47 по Загородному проспекту находится устроенный в 1865 году Введенский сад. На его территории сохранился фонтан и фундамент разрушенного в 1932 году большевиками полкового храма (арх. К. А. Тон).
В здании полкового госпиталя по адресу Лазаретный пер., 2 в настоящее время находится Военно-медицинский музей — крупнейший российский историко-медицинский музей мирового класса.

## Памятники

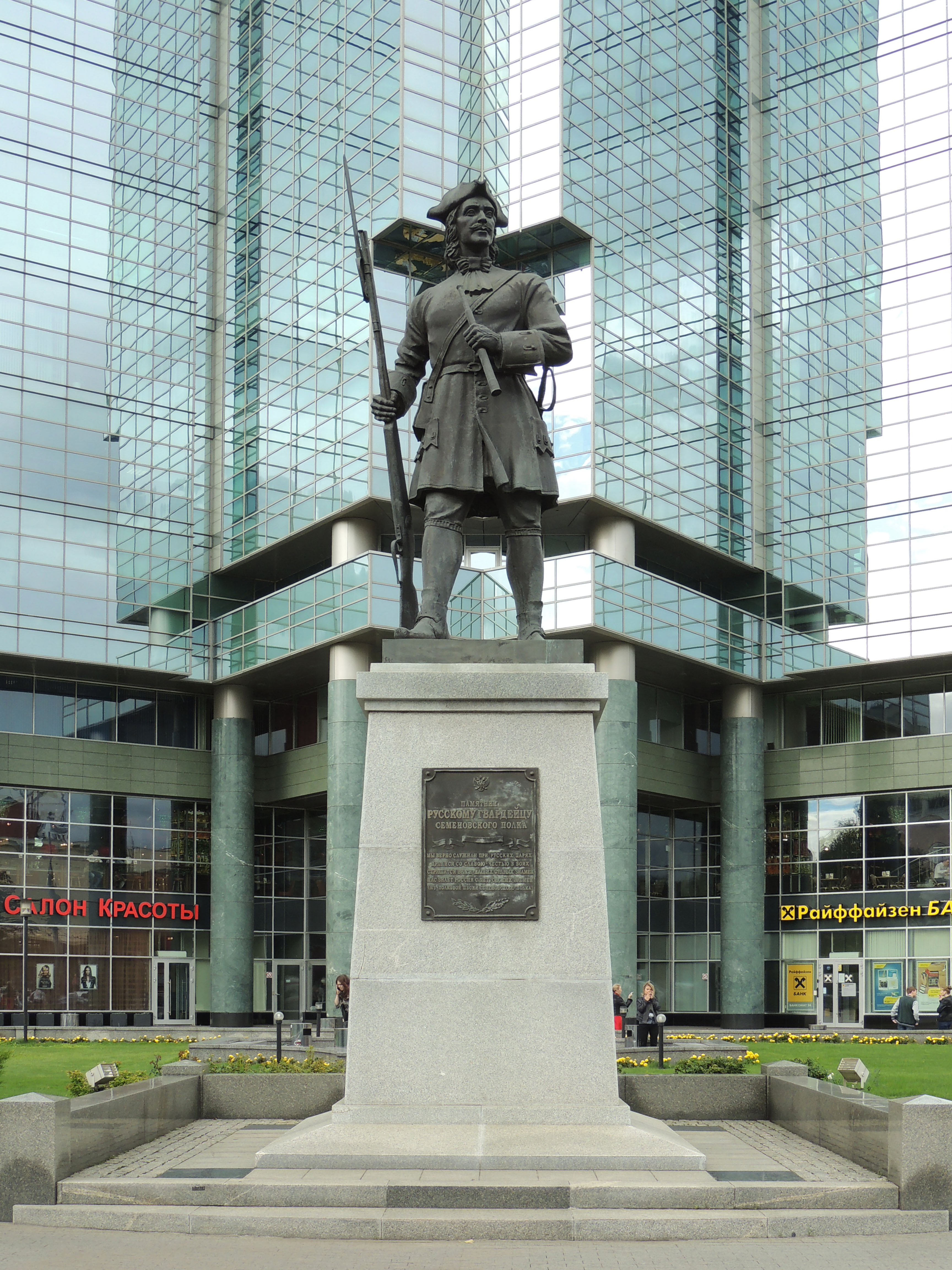
Москва. Памятник гвардейцу Семёновского полка

11 октября 2008 года на Семёновской площади в Москве был торжественно открыт памятник русскому гвардейцу Семёновского полка работы скульптора Андрея Клыкова. архитектор И. Н. Воскресенский, чей дед по материнской линии служил в Семеновском полку.

## Наименование полка
- 1683 — Потешные Семёновские (Семёновские потешные конюхи, сокольники Семёновского Потешного двора)
- декабрь 1690 — Семёновский полк (потешный)
  - 1692 — потешные Преображенский и Семёновский полки сведены в 3-й выборный Московский полк солдатского строя
- 1695 — Семёновский полк (солдатского строя)
- 22 августа 1700 — Лейб-гвардии Семёновский полк
- 17 марта 1800 — Лейб-гвардии Его Императорского Высочества Александра Павловича полк
- 14 марта 1801 — Лейб-гвардии Семёновский полк
- 9 мая 1917 — запасной батальон развёрнут в полк и наименован Гвардии Семёновский резервный полк (на основании приказа по Петроградскому военному округу № 262)
- 20 мая 1918 — Лейб-гвардии Семёновский действующий полк расформирован (приказ Комиссариата по военным делам Петроградской трудовой коммуны № 114 от 31 мая 1918 года)
- 08.05.1918 — Гвардии Семёновский резервный полк был снят с военного ведения и передан в ведение Комиссариата Внутренних Дел с переименованием в полк по Охране Петрограда (Приказ Военного комиссариата по военным делам Петроградской трудовой коммуны от 08.05.1918 № 60)

## Командование полка

Портреты некоторых командиров полка
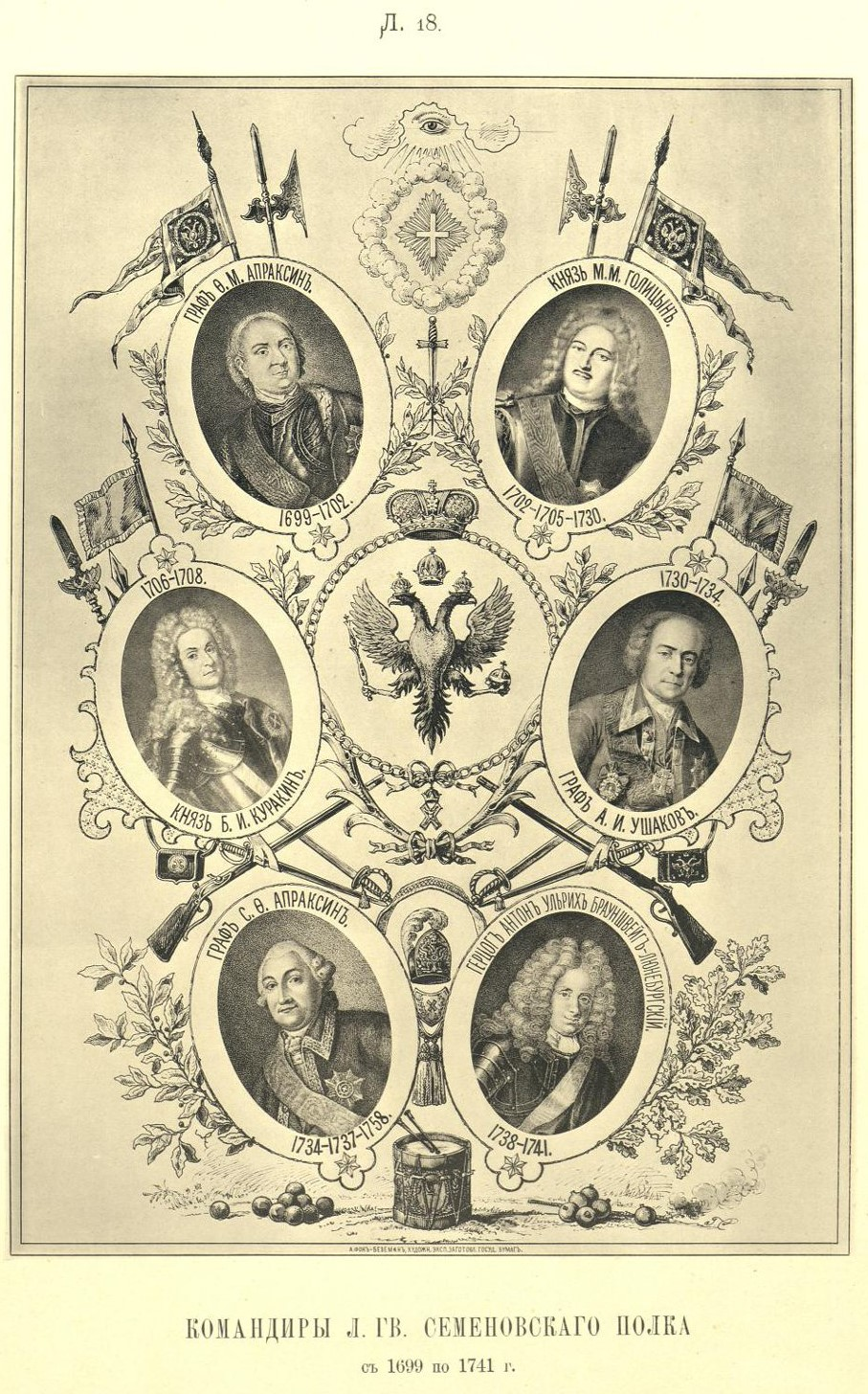
Командиры Семёновского полка с 1699 по 1741 г. (альб. 1883 г.)
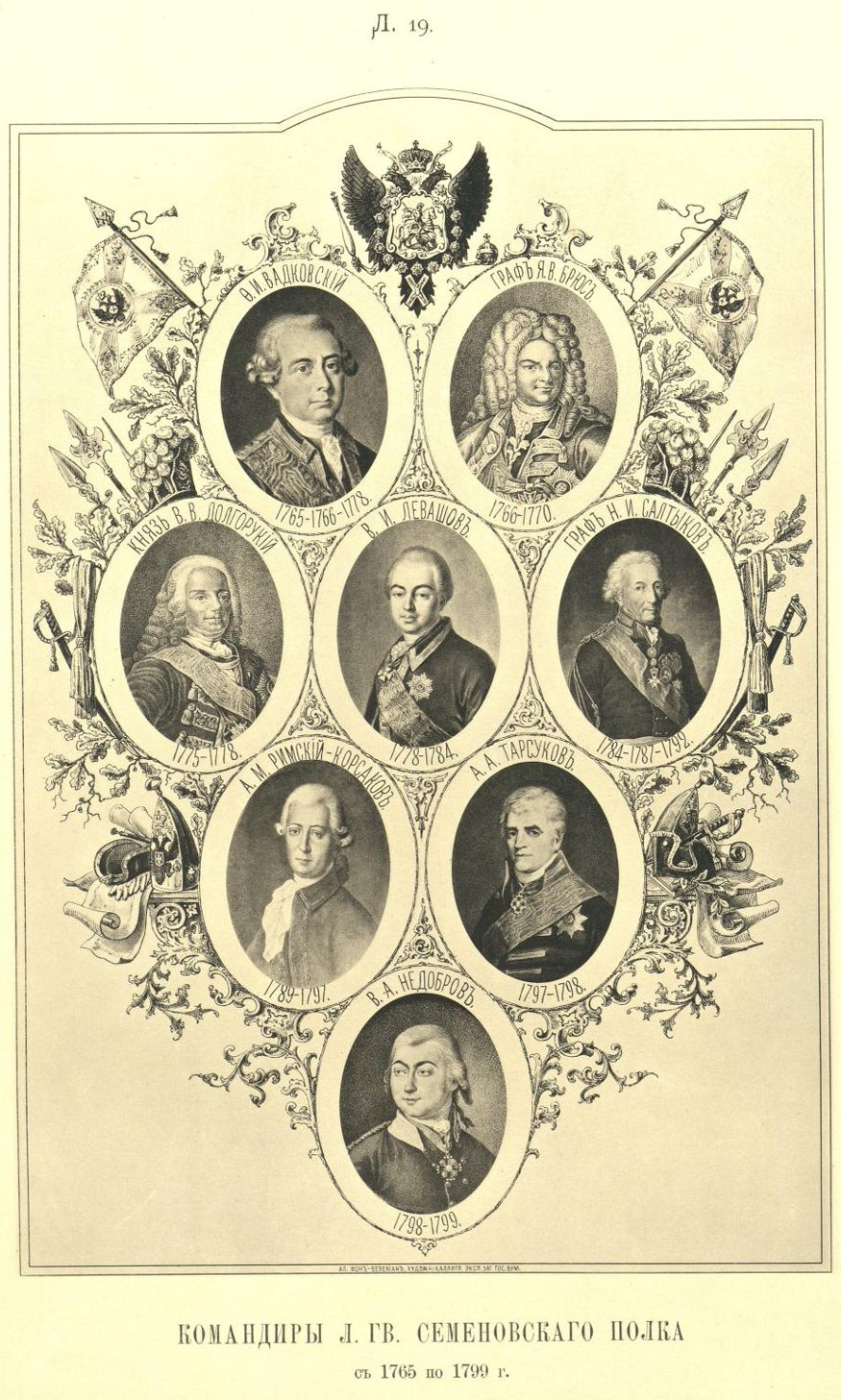
Командиры Семёновского полка с 1765 по 1799 г. (альб. 1883 г.)
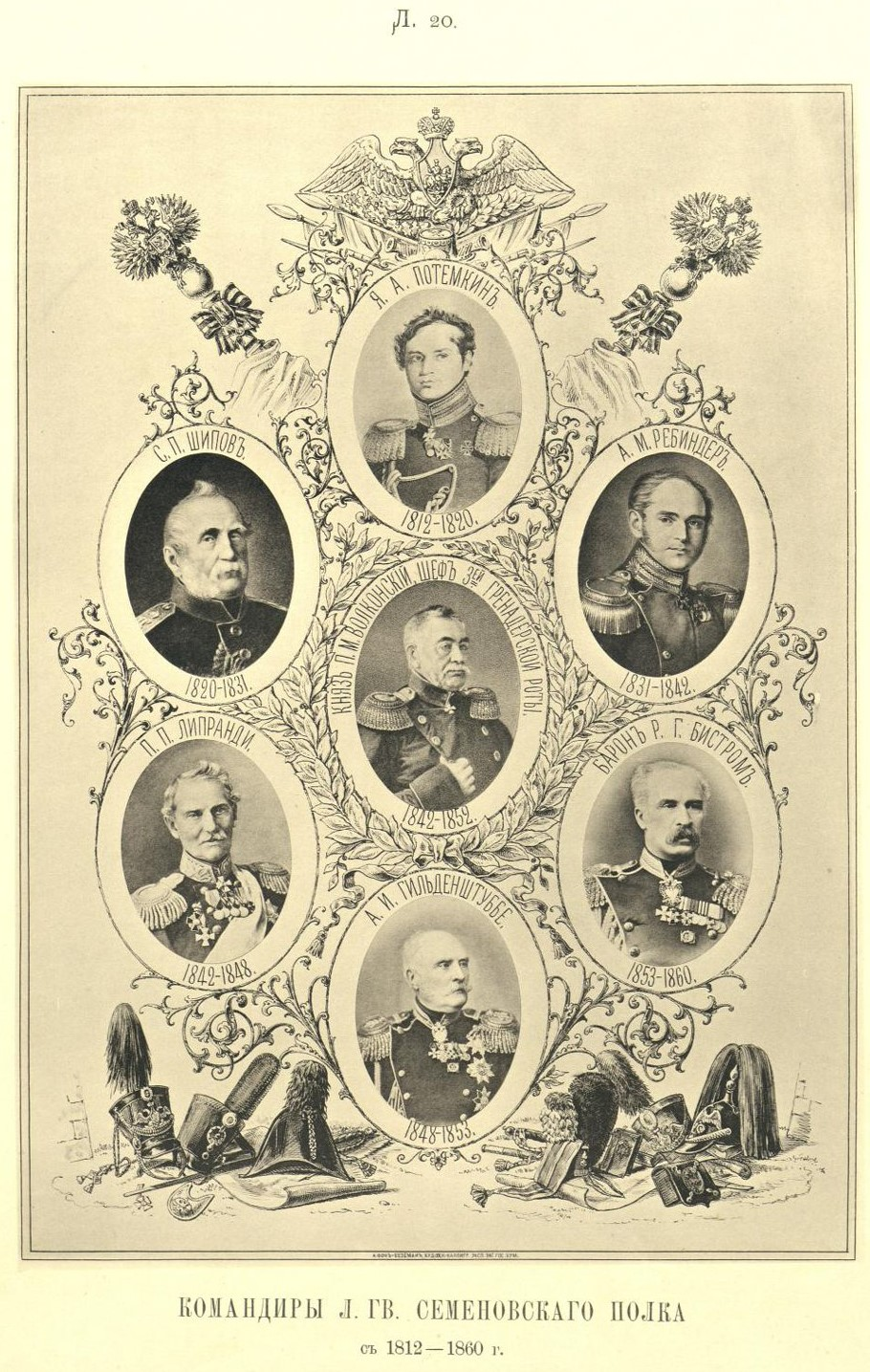
Командиры Семёновского полка с 1812 по 1860 г. (альб. 1883 г.)
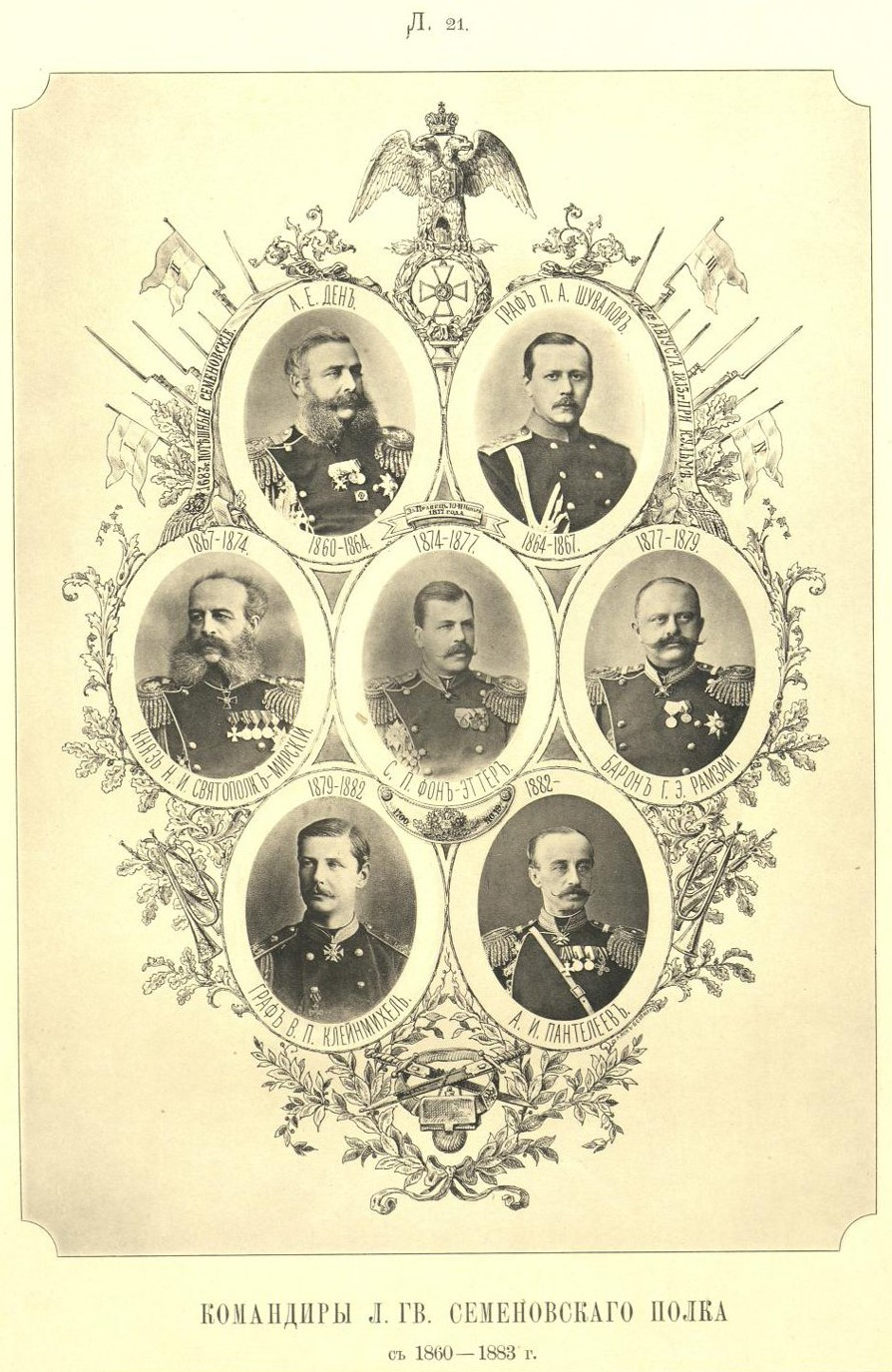
Командиры Семёновского полка с 1860 по 1883 г. (альб. 1883 г.)

### Полковники Лейб-гвардии Семёновского полка[24]

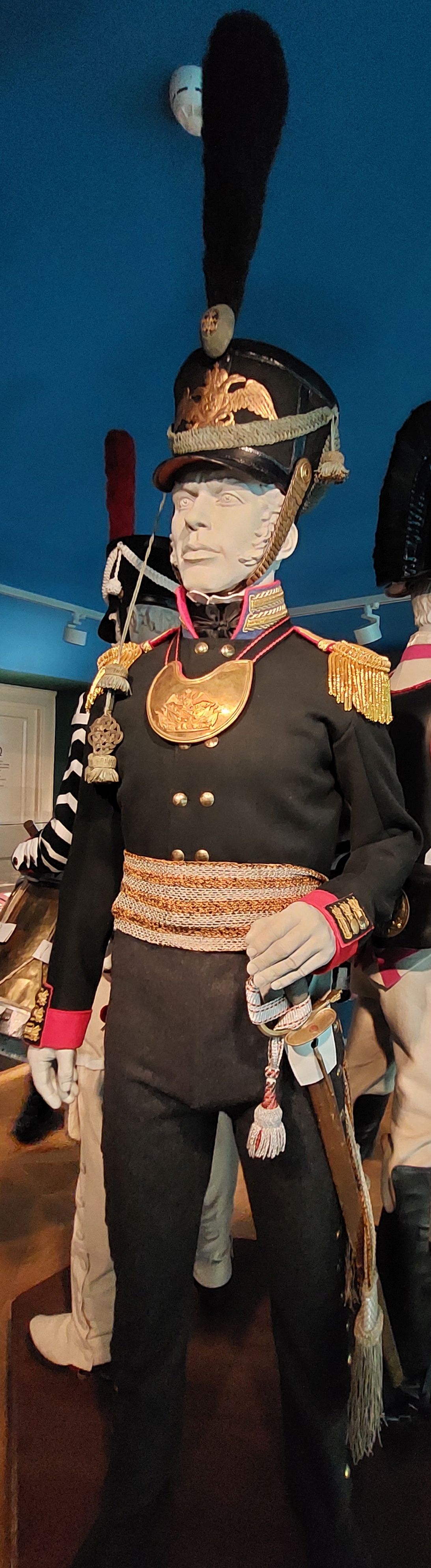
Униформа полковника лейб-гвардии Семёновского полка

- 22.08.1700 — 15.10.1702 — Чамберс, Иван Иванович (с 1701 года в чине генерал-майора возглавил оба гвардейских полка: Семёновский и Преображенский)
- 15.10.1702 — 10.12.1730 — полковник князь Голицын, Михаил Михайлович (в 1705 году к чину полковника лейб-гвардии Семёновского полка получил чин бригадира, с 29.07.1706 — генерал-майор, с 28.09.1708 — генерал-поручик, с 19.02.1714 — генерал-аншеф, с 21.05.1725 — генерал-фельдмаршал)
- 14.12.1730 — 17.10.1740 — императрица Анна Иоанновна
- 10.11.1740 — 25.11.1741 — император Иван VI
- 25.11.1741 — 25.12.1761 — императрица Елизавета Петровна
- 25.12.1761 — 09.06.1762 — император Пётр III (затем шеф полка)
- 09.06.1762 — 28.06.1762 — генерал-фельдмаршал граф Шувалов, Александр Иванович
- 28.06.1762 — 06.11.1796 — императрица Екатерина II
- 07.11.1796 — 10.11.1796 — император Павел I (затем шеф полка)
- 07.11.1796 — 17.03.1800 — наследник цесаревич и великий князь Александр Павлович (затем шеф полка)

### Шефы полка
- 09.06.1762—28.06.1762 — император Пётр III
- 10.11.1796—17.03.1800 — император Павел I
- 17.03.1800—19.11.1825 — наследник цесаревич и великий князь Александр Павлович (с 12.03.1801 — император Александр I)
- 14.12.1825—18.02.1855 — император Николай I
- 19.02.1855—01.03.1881 — император Александр II
- 02.03.1881—21.10.1894 — император Александр III
- 02.11.1894—04.03.1917 — император Николай II

### Подполковники Лейб-гвардии Семёновского полка[25]
- 04.04.1730—20.03.1747 — граф (с 1744) генерал-лейтенант Ушаков, Андрей Иванович (с 28.04.1730 — генерал-аншеф), генерал-адъютант (с 1731) (начальствовал полком с 1734 по 1738 г.)
- xx.xx.1738—25.11.1741 — генерал-майор герцог Антон Ульрих Брауншвейг-Люнебургский (с 14.02.1740 — генерал-лейтенант, c 11.11.1740 — генералиссимус) (начальствовал полком с 1738 по 25.11.1741 г.)
- xx.07.1743—xx.xx.1758 — генерал-поручик Апраксин, Степан Фёдорович (с 1746 — генерал-аншеф, с 05.09.1756 — генерал-фельдмаршал) (начальствовал полком с 1745 по 1758 г.)
- xx.xx.1758—09.06.1762 — генерал-адъютант, генерал-аншеф граф Шувалов, Александр Иванович (с 28.12.1761 — генерал-фельдмаршал)
- 28.06.1762—xx.06.1763 — генерал-фельдмаршал граф Александр Иванович Шувалов
- xx.xx.1762—15.10.1783 — генерал-поручик Вадковский, Фёдор Иванович (с 21.04.1773 — генерал-аншеф) (начальствовал полком с 1766 по 1778 г.)
- xx.xx.1767—30.11.1791 — генерал-майор граф Брюс, Яков Александрович (с 05.12.1770 — генерал-поручик, с 21.04.1773 — генерал-аншеф), генерал-адъютант (с 05.09.1770) (начальствовал полком с 1778 по 1784 г.)
- 21.11.1784—xx.xx.1796 — генерал-адъютант, генерал-аншеф граф (с 1790) Салтыков, Николай Иванович (начальствовал полком с 1787 по 1792 г.)
- 05.07.1797—05.12.1799 — генерал от инфантерии Левашов, Василий Иванович (начальствовал полком с 1797 по 1799 г.)

### Второй шеф полка
- 28.10.1866—01.03.1881 — наследник цесаревич и великий князь Александр Александрович

### СПИСОК НАЧАЛЬНИКОВ и КОМАНДИРОВ Л.ГВ.СЕМЁНОВСКОГО ПОЛКА.
(До производства в генералы, командиры назывались "командующими полком").
1. 1695 — 1696 — полковник Иван Иванович Чамберс
2. 1696 — 1698 — полуполковник Иван Иванович Англер
3. 1698 — 1700 — полуполковник Павел Васильевич Кунингам
4. 1699 — 1702 — полуполковник Федор Матвеевич Апраксин
5. 1702 — 1705 — полковник Кн. Михаил Михайлович Голицын (числился полковником до 1730 года).
6. 1706 — 1708 — подполковник Кн. Борис Иванович Куракин
7. 1708 — 1709 — майор Иван Ильич Дмитриев-Мамонов
8. 1709 — майор Кн. Михаил Волконский
9. 1709 — 1717 — подполковник Кн. Петр Михайлович Голицын
10. 1717 — 1719 — подполковник Кн. Владимир Прозоровский
11. 1720 — 1726 — подполковник Михаил Яковлевич Волков
12. 1726 — майор Кн. Алексей Иванович Шаховский (начальствовал Полком с 1730-1734 г.)
13. 1726 — 1730 — майор Степан Андреевич Шепелев
14. 1730 — 1734 — подполковник Андрей Иванович Ушаков
15. 1734 — 1737 — майор Степан Федорович Апраксин (начальствовал Полком с 1745-1758)
16. 1737 — 1745 — майор Николай Иванович Стрешнев
17. подполковник Герцог антонУльрих Брауншвейг-Люнебургский (начальствовал Полком с 1738-1741 г.)
18. 1745 — 1748 — подполковник Граф Иван Михайлович Ефимовский
19. 1748 — 1750 — майор Иван Степанович Майков
20. 1750 — 1755 — подполковник Николай Федорович Соковнин
21. 1755 — 1758 — майор Андрей Иванович Вельяминов-Зернов
22. 1758 — 1760 — подполковник Граф Александр Иванович Шувалов
23. 1760 — 1761 — майор Максим Димитриевич Вындомский
24. 1761 — 1763 — майор Любим Арсеньевич Челишев
25. 1763 — 1765 — майор Кн. Матвей Алексеевич Гагарин
26. 1765 — 1766 — подполковник Федор Иванович Вадковский (начальствовал Полком с 1766-1778 г.)
27. 1766 — 1770 — подполковник Граф Яков Вилимович Брюс (начальствовал Полком с 1778-1784 г.)
28. 1770 — 1775 — майор Евгений Петрович Кашкин
29. 1775 — 1778 — майор Кн. Василий Васильевич Долгоруков
30. 1778 — 1784 — майор Василий Иванович Левашов (начальствовал Полком с 1798-1799 г.)
31. 1784 — 1787 — подполковник Граф Николай Иванович Салтыков (начальствовал Полком с 1787-1792 г.)
32. 1787 — 1789 — майор Петр Иванович Бобарыкин
33. 1789 — 1797 — майор Александр Михайлович Римский-Корсаков
34. 1797 — 1798 — майор Ардалион Александрович Тарсуков
35. 31.03.1798 — 13.08.1799 — генерал-майор Василий Александрович Недобров
36. 15.08.1799 — 27.06.1807 — генерал-майор Леонтий Иванович Депрерадович
37. 20.08.1807 — 19.12.1809 — генерал-майор Николай Иванович Вердеревский
38. 19.12.1809 — 16.12.1812 — полковник Карл Антонович Криденер
39. 16.12.1812 — 09.04.1820 — генерал-майор (с 02.04.1814 генерал-адъютант) Яков Александрович Потёмкин
40. 11.04.1820 — 17.10.1820 — полковник Федор Ефимович Шварц. (Его кратковременное командование полком связано с так называемой «Семёновской историей»).
41. 02.11.1820 — 16.04.1821 — свиты Е.И.В. генерал-майор Иван Федорович Удом
42. 16.04.1821 — 10.03.1832 — полковник (с 22.07.1825 генерал-майор, с 15.12.1825 генерал-адъютант) Сергей Павлович Шипов
43. 22.03.1832 — 25.10.1842 — генерал-майор (с 17.05.1839 в Свите Е.И.В.) Алексей Максимович Ребиндер
44. 27.10.1842 — 11.04.1848 — генерал-майор (с 25.06.1843 в Свите Е.И.В.) Павел Петрович Липранди
45. 11.04.1848 — 19.04.1853 — свиты Е.И.В. генерал-майор Александр Иванович Гильденштуббе
46. 09.04.1853 — 12.11.1860 — свиты Е.И.В. генерал-майор Барон Родриг Григорьевич Бистром
47. 12.11.1860 — 27.11.1864 — свиты Е.И.В. генерал-майор Андрей Ефимович Ден
48. 24.11.1864 — 09.09.1867 — свиты Е.И.В. генерал-майор Граф Павел Андреевич Шувалов
49. 09.09.1867 — 17.04.1874 — генерал-адъютант, генерал-майор Князь Николай Иванович Святополк-Мирский
50. 17.04.1874 — 23.10.1877 — свиты Е.И.В. генерал-майор Севастьян Павлович фон Эттер
51. 24.10.1877 — 07.04.1879 — свиты Е.И.В. генерал-майор Барон Георгий Эдуардович Рамзай
52. 07.04.1879 — 27.01.1882[26] — свиты Е.И.В. генерал-майор Граф Владимир Петрович Клейнмихель
53. 17.02.1882 — 08.12.1890 — генерал-майор Александр Ильич Пантелеев
54. 09.12.1890 — 02.09.1899 — генерал-майор Владимир Васильевич Пенский
55. 13.09.1899 — 20.10.1904 — генераль-майор Барон Август Федорович Лангоф
56. 05.12.1904 — 13.08.1906[27] — свиты Е.И.В. генерал-майор Георгий Александрович Мин
57. 22.08.1906 — 13.07.1907 — генерал-майор Владимир Александрович Шильдер
58. 13.07.1907 — 21.12.1908 — генерал-майор Александр Александрович Зуров
59. 21.12.1908 — 26.03.1910 — свиты Е.И.В. генерал-майор Илья Яковлевич Кульнев
60. 26.03.1910 — 22.11.1913 — свиты Е.И.В. генерал-майор Евгений Фёдорович Новицкий
61. 22.11.1913 — 22.08.1915 — свиты Е.И.В. генерал-майор Иван Севастьянович фон Эттер
62. 22.08.1915 — 08.05.1916[28] — генерал-майор Сергей Иванович Соваж
63. 17.05.1916 — 29.05.1917 — генерал-майор Павел Элуардович Тилло
64. 29.05.1917 — 10.12.1917 — полковник Александр Владимирович Попов
65. 11.12.1917 — 26.01.1918 — выборный командир действующего полка, полковник Николай Карлович Эссен
66. 26.01.1918 — 10.02.1918 — и.д. командира полка, капитан Владимир Густавович Бойе-ав-Геннэс
67. 10.02.1918 — 20.05.1918 — выборный командир действующего полка (по расформирование с армией), капитан Дмитрий Виссарионович Комаров
68. 10.02.1918 — 08.05.1918 — командир резервного Полка, полковник Раймунд Владиславович Бржозовский
69. 08.05.1918 — хх.10.1918 — командир полка по Охране Петрограда, полковник Раймунд Владиславович Бржозовский
70. хх.10.1918 — хх.хх.1918 — командир полка по Охране Петрограда, прапорщик Родзевич
71. хх.хх.1918 — хх.хх.1918 — командир полка по Охране Петрограда, фельфебель Бондаренко
72. хх.хх.1918 — 25.12.1918 — командир полка по Охране Петрограда, вахмистр Таврин
73. 25.12.1918 — 29.05.1919 — командир 3-го Петроградского стрелкового полка, вахмистр Таврин
74. 30.05.1919 — 22.01.1920 — командир 8-го пехотного Семёновского полка (в составе Северо-Западной армии генерала Юденича), полковник Всеволод Александрович Зайцов
75. хх.01.1920 — хх.11.1920 — две роты в составе ВСЮР до эвакуации Русской армии из Крыма
76. хх.хх.1921 — 11.07.1931 — председатель Общества офицеров лейб-гвардии Семёновского полка генерал-лейтенант Евгений Фёдорович Новицкий
77. 11.12.1931 — 04.12.1937 — председатель Общества офицеров лейб-гвардии Семёновского полка генерал-лейтенант Иван Севастьянович фон Эттер
78. 04.12.1937 — 23.03.1963 — председатель Общества офицеров лейб-гвардии Семёновского полка полковник Александр Владимирович Попов
79. 23.03.1963 — 28.05.1967 — председатель Общества офицеров лейб-гвардии Семёновского полка генерал-майор Алексей Александрович фон Лампе
80. 28.05.1967 — 06.03.1970 — председатель Общества офицеров лейб-гвардии Семёновского полка полковник Георгий Алексеевич Якимович
81. 06.03.1970 — 21.04.1992 — почётный председатель Объединения л.гв. Семёновского полка Е.И.В. Великий Князь Владимир Кириллович
82. с 01.05.2025 - действительный член Объединения л.гв. Семёновского полка вольноопределяющийся Алексей Леонидович Зацепин

## Известные люди, служившие в полку
- Адариди, Август-Карл-Михаил Михайлович — Генерального штаба генерал, военный деятель и писатель.
- Бестужев-Рюмин, Михаил Павлович — декабрист, один из главных деятелей Южного общества.
- Баратынский, Евгений Абрамович — поэт.
- Бутовский, Виктор Иванович — действительный статский советник, егермейстер Двора Его Императорского Величества.
- Веймарн, Пётр Фёдорович — генерал-лейтенант, член совета Николаевской военной академии.
- Э. Э. Гартье
- Грушецкий, Василий Владимирович — генерал-поручик, действительный тайный советник, сенатор, участник присоединения Крыма к России в русско-турецкой войне.
- Дибич-Забалканский, Иван Иванович — генерал-фельдмаршал.
- Долгоруков, Иван Михайлович — поэт, драматург, актёр-любитель и мемуарист.
- Долохов — персонаж книги «Война и мир» Л. Н. Толстого
- Дягилев, Дмитрий Васильевич — поэт, художник и музыкант, прадед Сергея Павловича Дягилева.
- Касаткин-Ростовский, Фёдор Николаевич — поэт, драматург и журналист.
- Коновницын, Пётр Петрович — военный и государственный деятель, Герой Отечественной войны 1812 года.
- Краснокутский, Семён Григорьевич — генерал-майор, декабрист.
- Лампе, Алексей Александрович фон — Генерального штаба генерал-майор, Председатель Русского Обще-Воинского Союза.
- Левстрем, Эрнест Лаврентьевич — генерал-майор российской и генерал от инфантерии финской армии.
- Мазовский, Николай Николаевич — генерал-майор, шеф Павловского гренадерского полка, геройски погибший под Фридландом.
- Макаров, Юрий Владимирович — автор книги-воспоминания «Моя служба в Старой Гвардии. 1905—1917.»
- Мальтиц, Павел Фёдорович — директор Академии художеств.
- Махотин, Николай Антонович — генерал, участник Крымской войны, военный педагог и администратор.
- Муравьёв-Апостол, Сергей Иванович — декабрист, один из главных деятелей Южного общества.
- Непейцин, Сергей Васильевич — генерал-майор, герой Отечественной войны 1812 года.
- Павлов, Иван Петрович — генерал от инфантерии, член Военного Совета.
- Панютин, Фёдор Сергеевич — генерал-адъютант, член Государственного Совета.
- Пущин, Павел Сергеевич — обер-прокурор Межевого департамента Сената, действительный статский советник, друг А. С. Пушкина.
- Редигер, Александр Фёдорович — участник русско-турецкой войны 1877—1878 гг., военный министр (1905—1909).
- Сиверс, Фаддей Васильевич — генерал от инфантерии
- Скворцов, Николай Николаевич — главный интендант Военного министерства, генерал от инфантерии.
- Суворов, Александр Васильевич — генералиссимус.
- Тизенгаузен, Богдан Карлович
- Трубников, Кузьма Петрович — советский военачальник.
- Тухачевский, Михаил Николаевич — Маршал Советского Союза.
- Чаадаев, Пётр Яковлевич — философ и публицист, друг А. С. Пушкина.
- Экк, Эдуард Владимирович — русский генерал от инфантерии.
- Чичерин, Александр Васильевич
- Милорадович, Алексей Григорьевич